# Пекари (Олавський повіт)
Пекари (пол. Piekary, нім. Beckern) — село в Польщі, у гміні Єльч-Лясковиці Олавського повіту Нижньосілезького воєводства.
Населення — 454 особи (2011).
У 1975-1998 роках село належало до Вроцлавського воєводства.

## Демографія
Демографічна структура станом на 31 березня 2011 року:
|          | Загалом | Допрацездатний вік | Працездатний вік | Постпрацездатний вік |
| -------- | ------- | ------------------ | ---------------- | -------------------- |
| Чоловіки | 245     | 40                 | 184              | 21                   |
| Жінки    | 209     | 33                 | 131              | 45                   |
| Разом    | 454     | 73                 | 315              | 66                   |